# Поэт-соперник
«Поэт-соперник» (англ. Rival Poet) — человек, который упоминается в ряде сонетов Уильяма Шекспира как ещё один претендент на благосклонность друга автора. Его имя неизвестно, у исследователей есть разные предположения о том, кого Шекспир мог иметь в виду. В разных гипотезах фигурируют Кристофер Марло, Джордж Чапмен, Бен Джонсон, Сэмюел Дэниел. 